# Ulrike Enders

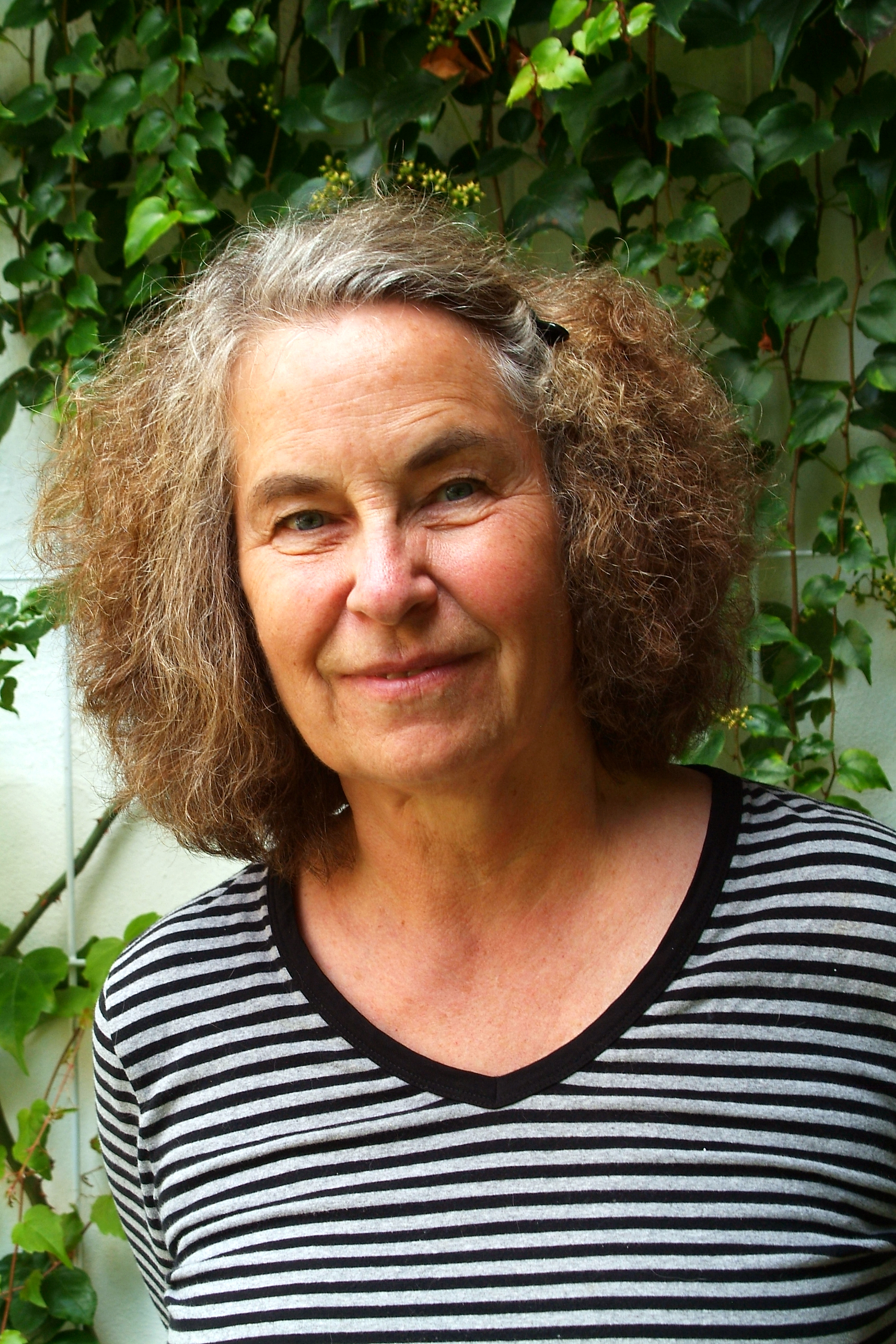
Ulrike Enders, 2012

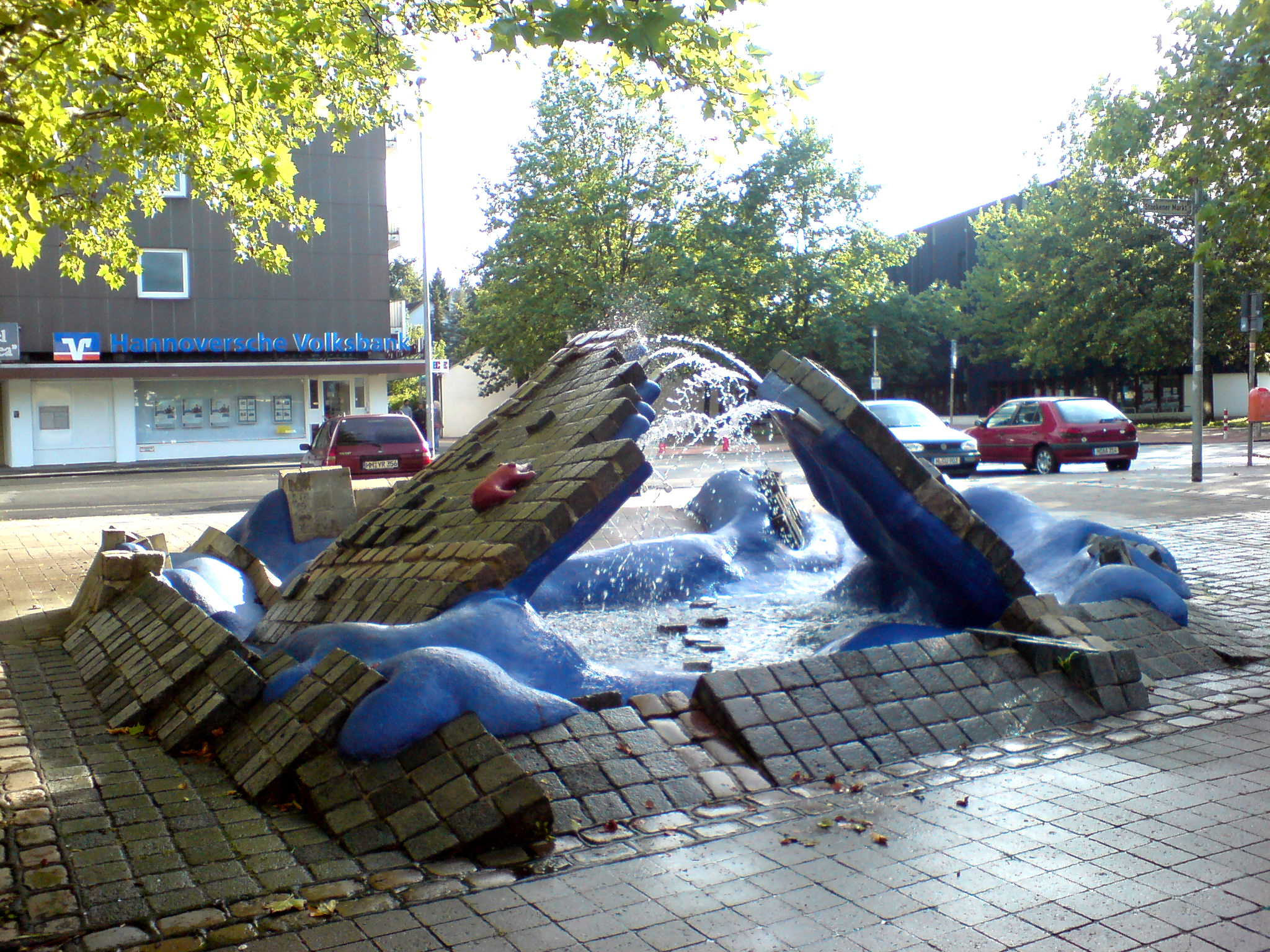
Wasserkraft-Brunnen auf dem Stöckener Markt, Stöcken, 1980

Ulrike Enders (geboren 28. Dezember 1944 in Oberstdorf) ist eine deutsche Künstlerin und Bildhauerin. Ihre Modelle schuf sie zumeist aus Metallguss, Polyester oder Holz.

## Leben
1964 legte Ulrike Enders in Kempten ihre Abiturprüfung ab. Im selben Jahr besuchte sie die Kunstakademie München, wechselte aber 1965 an die Hochschule für Bildende Künste in Berlin, die sie bis 1970 besuchte.
1971 unterrichtete Enders in der Jugendstrafanstalt Hameln, wo sie inhaftierten Jugendlichen das Modellieren mit Polyester beibrachte. 1972 zog die Familie Enders nach Langenhagen, wo 1974 und 1977 die beiden Söhne geboren wurden, später nach Hannover-Ricklingen.
1980 schuf sie den Wasserkraft-Brunnen am Stöckener Markt in Stöcken, ihre erste größere Installation. Seit ihrer ersten Brunnen-Installation beschickte Enders über einen Zeitraum von neun Jahren mit der Gruppe „PlasMa“ Ausstellungen im In- und Ausland.
Sie ist Mitglied im Deutschen Werkbund Nord.
Ulrike Enders ist Schöpferin der Skulptur „Juliane“, die 2020 zum zwanzigsten Mal beim Juliane Bartel Medienpreis verliehen wird.
Ulrike Enders wurde mit ihrem Werk in die „Künstlerdatenbank und Nachlassarchiv Niedersachsen“ aufgenommen.

## Ausstellungen (Auswahl)

### Einzelausstellungen
Ulrike Enders präsentierte ihre Arbeiten in zahlreichen Einzelausstellungen, darunter
- 1981: Wat deen een sin Uhl …, Kunstverein Hannover[5]
- 1984: Nord LB, Hannover[5]
- 1985: 12 Bildhauer in Niedersachsen, Kunstverein Hannover[5]
- 1986: Professorenhaus Lingen[5]
- 1988: Wir Zeitgenossen, Atelier im Rittergut Barsinghausen[6]
- 1988, 1991, 1995, 2002, 2006: Galerie Artforum, Hannover[5]
- 1988: Kunstverein Oerlinghausen[5]
- 1991: Einladung zum Sculpture Camp, Inami in Japan[5]
- 1992: Galerie KK, Braunschweig[5]
- 1994: Galerie Schrade, Lindau[5]
- 2003: Stadtbibliothek Hannover[7]
- 2006: Skulpturenforum, Isernhagen[5]
- 2008: Arbeitskreis Kunst, Barsinghausen[5]

### Ausstellungsbeteiligungen
Über die Gruppe PlasMa wurden Werke von Ulrike Enders in Deutschland, Polen, Frankreich und Ungarn ausgestellt.

## Werke (Auswahl)
Objekte oder Objektgruppen von Ulrike Enders stehen als Kunst im öffentlichen Raum neben Hannover in Städten wie Hameln, Dorsten, Bad Eilsen, Lingen (Ems), Celle, Inami in Japan, Bad Nenndorf, Bad Lauterberg, Uslar, Hamburg und Seelze, etwa als
- Leute im Regen, 1983, vor dem Haus Bahlsen in der Georgstraße/Ecke Große Packhofstraße in Hannover[8]
- Fachwerkbalken, 1991 aufgestellt in Celle nach einem Kunstwettbewerb, Kleiner Plan[9]
- Kasperletheater, 1997, WP-Eggers-Platz in Oberricklingen[4]
- Trauernde (Gruppe), 2004 von einer Auftraggeberin gestiftet für den Stadtfriedhof Ricklingen; dort wurde der Mann Ende Juli 2010 von Metalldieben gestohlen[10]

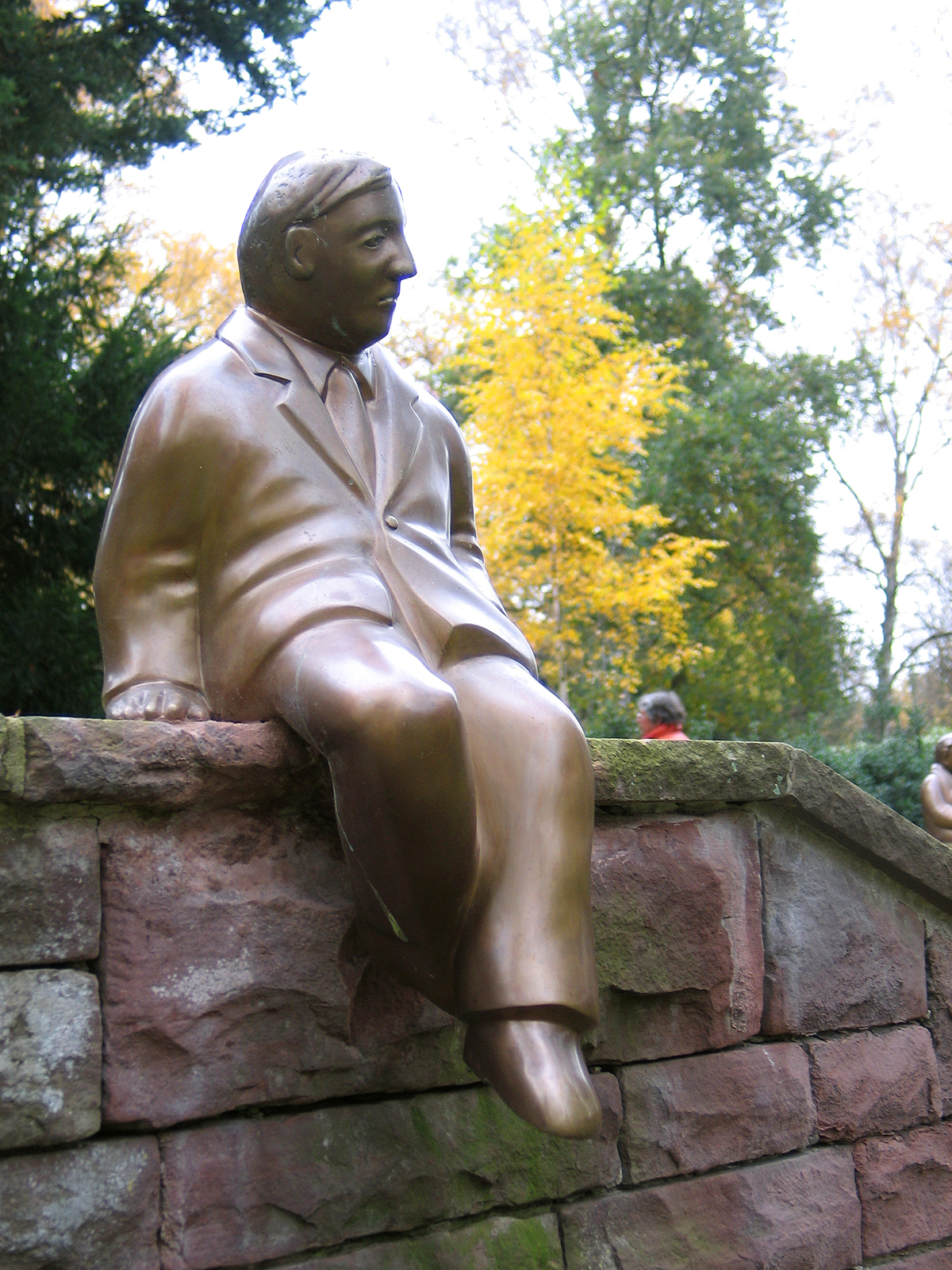
Gestohlen und ersetzt: Sitzender Mann aus der Gruppe Trauernde, Stadtfriedhof Ricklingen, 2004
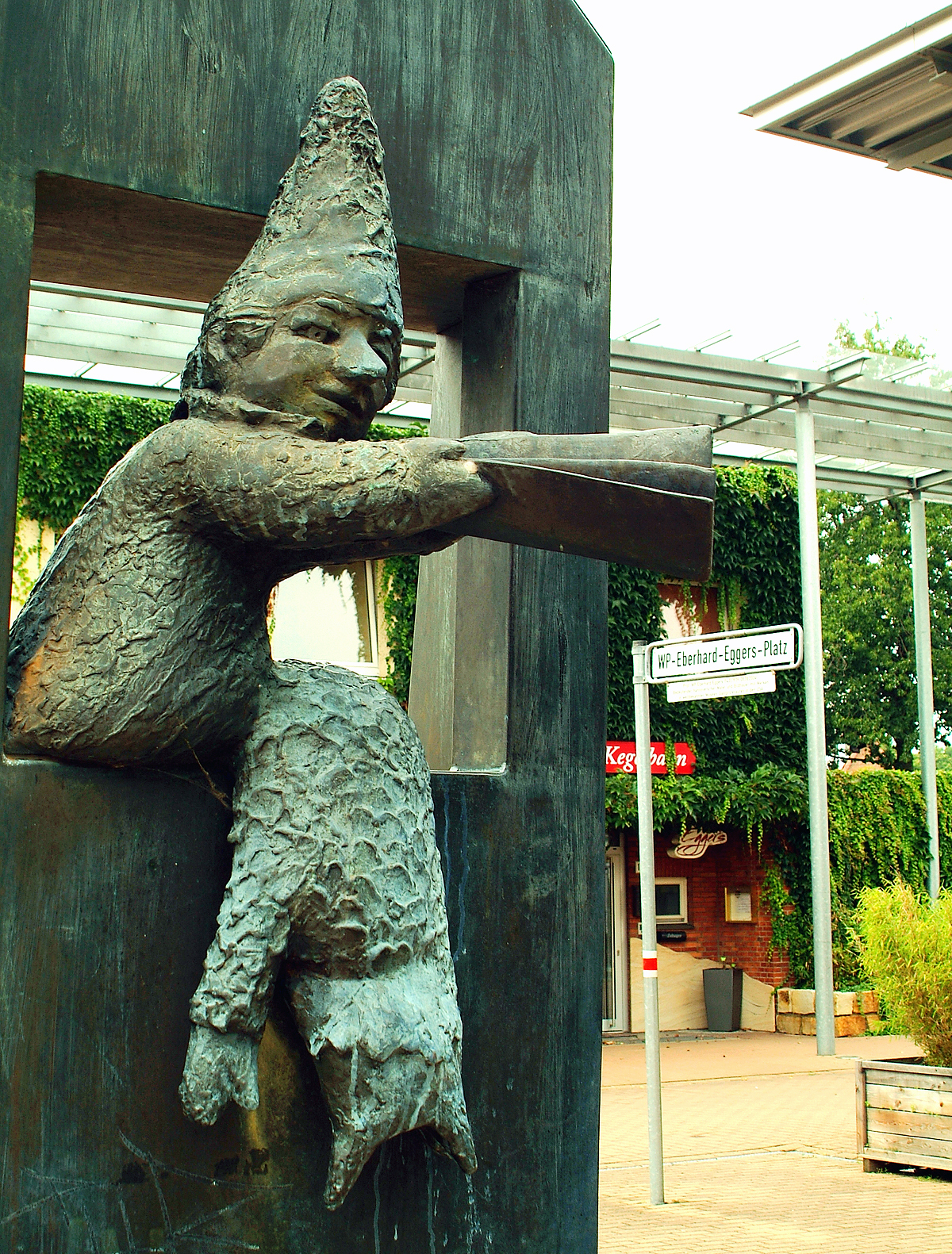
Kasperletheater auf dem WP-Eberhard-Eggers-Platz, Oberricklingen, 1997
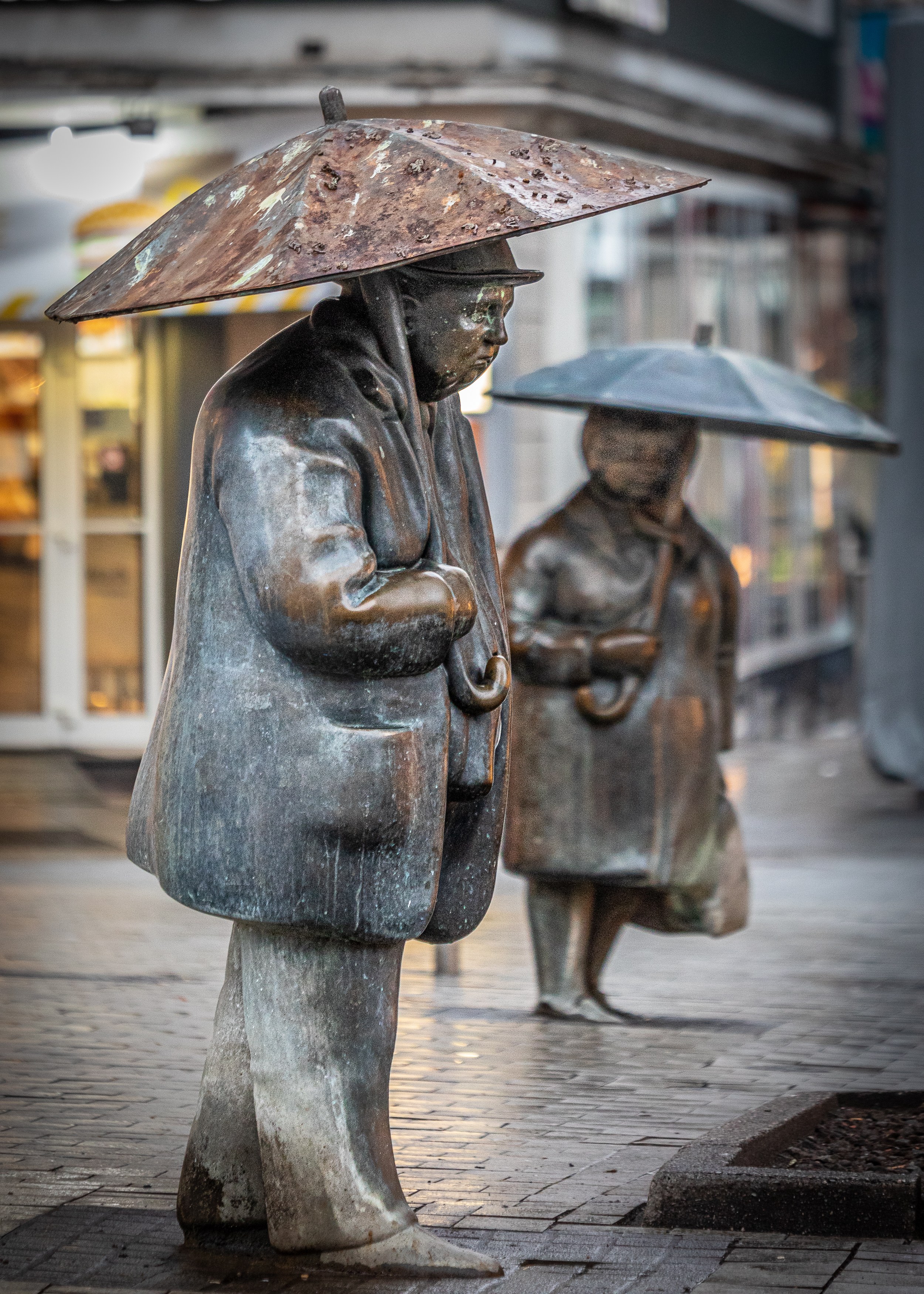
Eine der beiden Figuren von Leute im Regen in der Georgstraße in Hannover
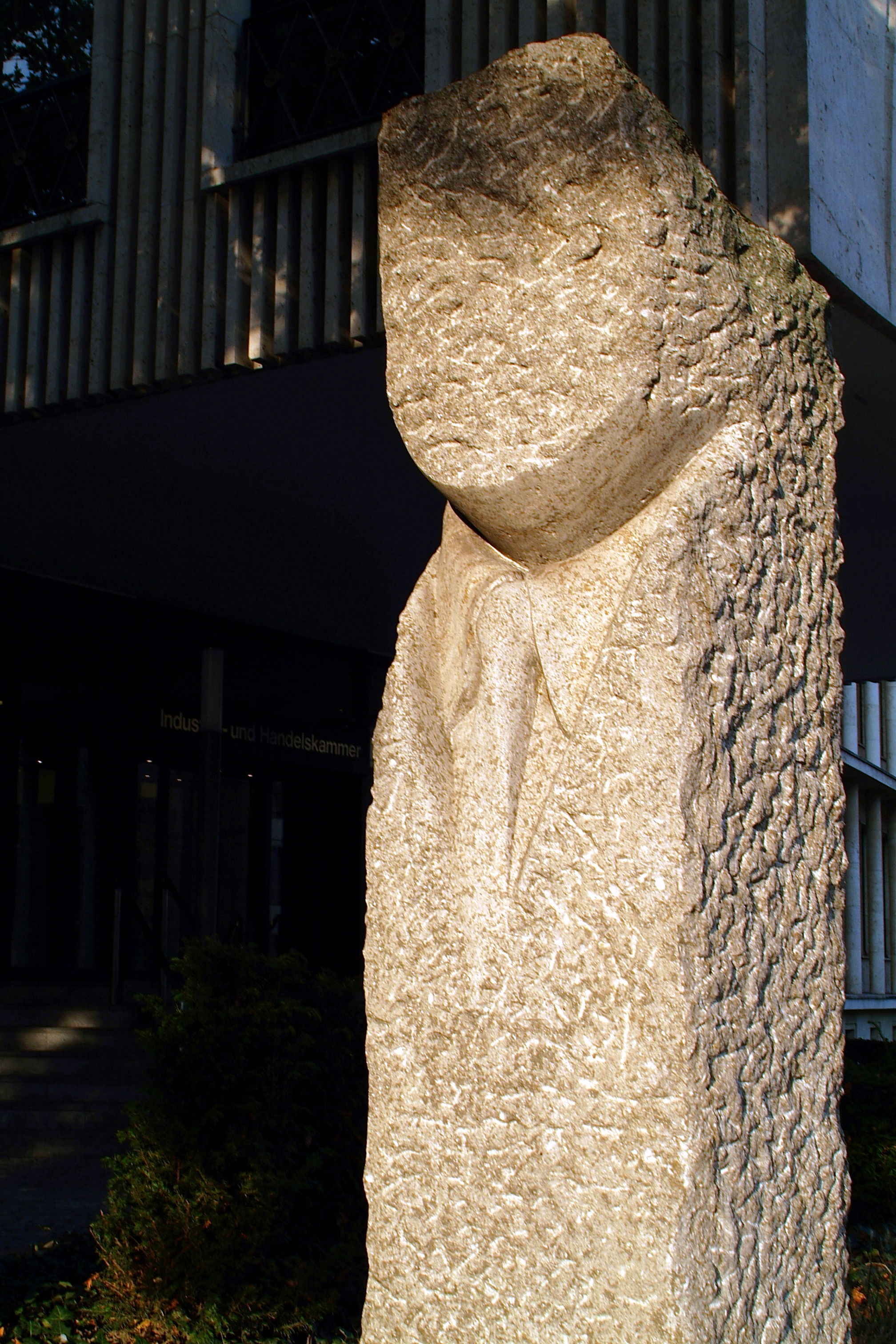
Eine von 3 Muschelkalkstelen von der IHK Hannover
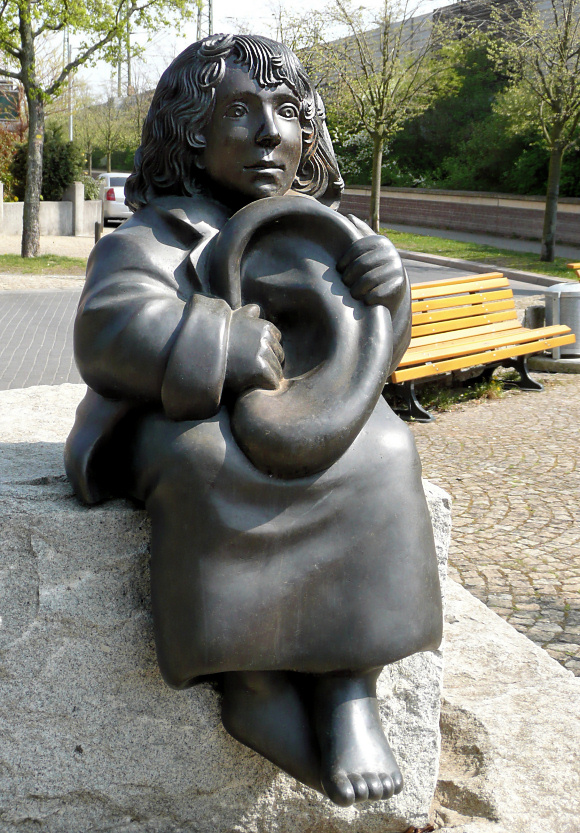
Momo in Hannover am Michael-Ende-Platz
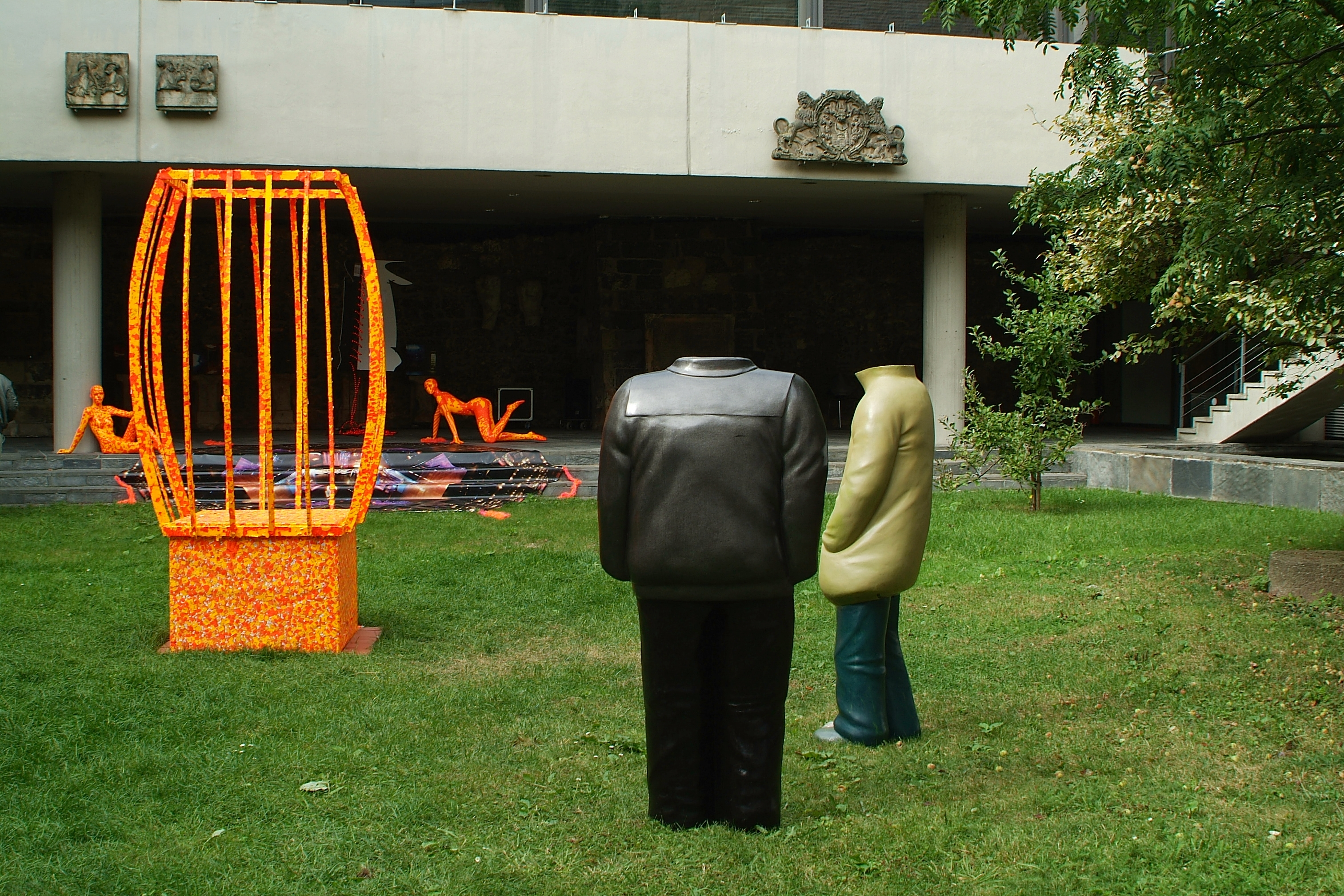
Typ Lederjacke, Typ Windjacke; Historisches Museum Hannover, Strich-Code
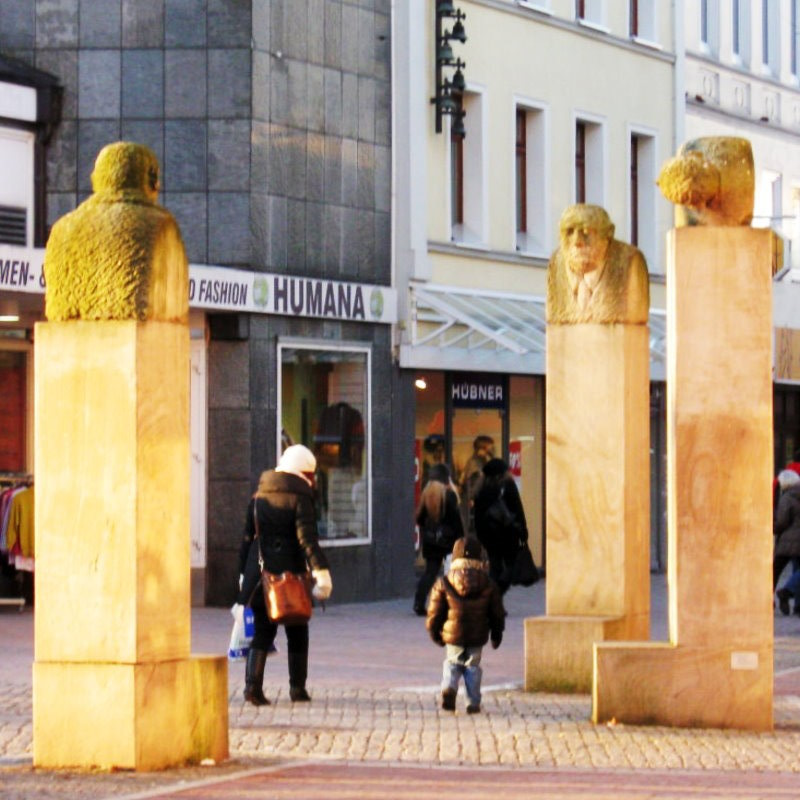
Ulrike Enders – Drei mögliche Denkmäler in Hamburg-Harburg

## Ehrungen
- 2012 wurde Ulrike Enders „… für 40 Jahre Verdienste um die Kunst- und Kulturstadt Hannover“[11] mit der Stadtplakette Hannover ausgezeichnet.[12]

## Literatur

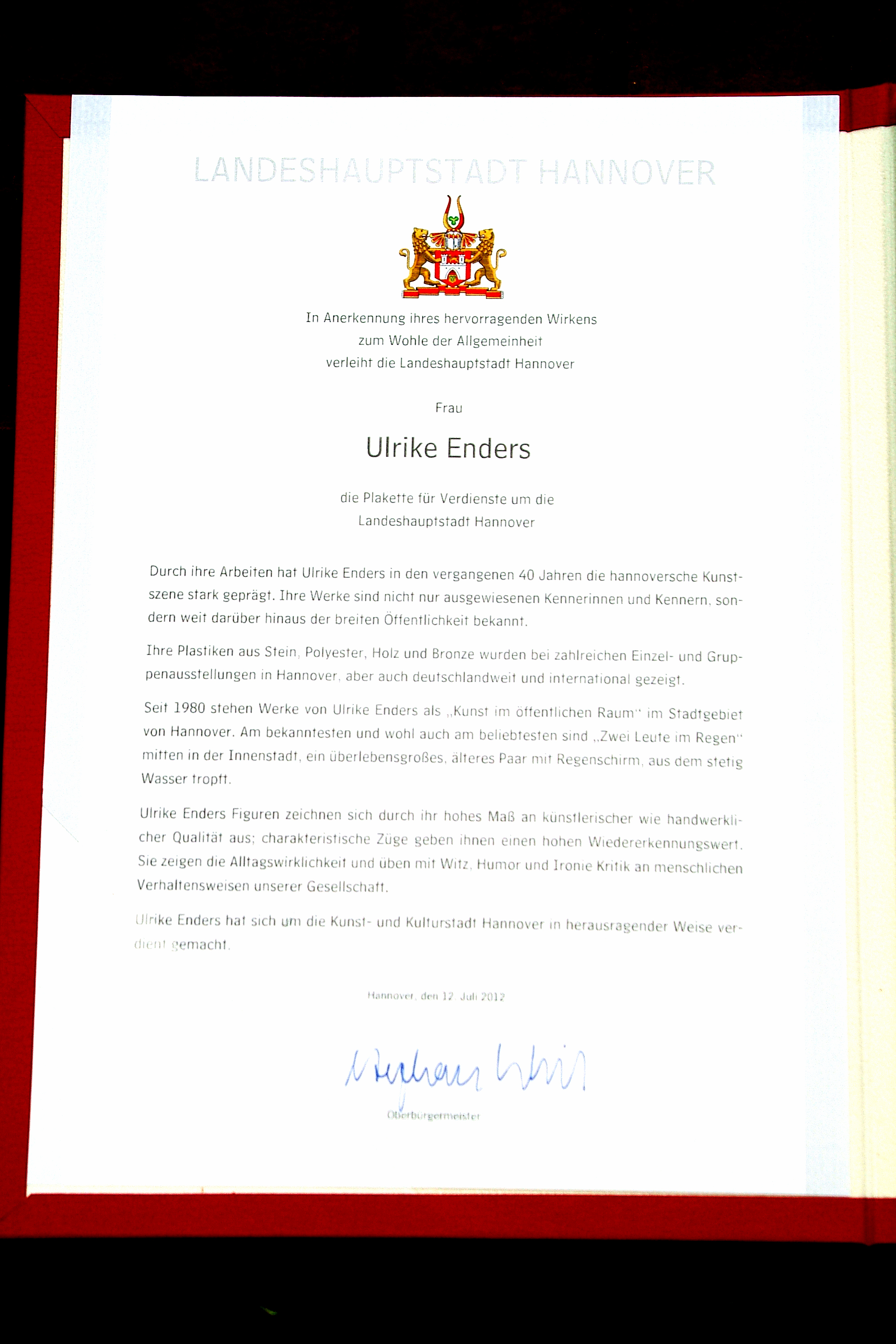
Urkunde zur Stadtplakette Hannover „… für 40 Jahre Verdienste um die Kunst- und Kulturstadt Hannover“